# Oliver Barth
Oliver Barth (ur. 6 października 1979 w Stuttgarcie) – niemiecki piłkarz występujący na pozycji obrońcy. Zawodnik klubu VfR Aalen.

## Kariera
Barth jako junior grał w klubach TSV Schmiden, VfB Stuttgart oraz SV Fellbach. W 1998 roku został włączony do pierwszej drużyny zespołu SV Fellbach. W 2001 roku odszedł do zespołu Stuttgarter Kickers z Regionalligi Süd. Jego barwy reprezentował przez 4 lata. W tym czasie rozegrał tam 106 ligowych spotkań i zdobył 4 bramki. W 2005 roku trafił do Fortuny Düsseldorf, grającej w Regionallidze Nord. W ciągu 2 lat zagrał tam w 44 ligowych meczach i strzelił 1 gola.
W 2007 roku Barth przeszedł do ekipy SC Freiburg z 2. Bundesligi. W 2009 roku awansował z zespołem do Bundesligi. W tych rozgrywkach zadebiutował 9 sierpnia 2009 roku w zremisowanym 1:1 meczu z Hamburgerem SV. W 2010 roku zajął z klubem 14. miejsce w Bundeslidze. 12 grudnia 2010 roku w wygranym 3:0 pojedynku z Borussią Mönchengladbach strzelił pierwszego gola w Bundeslidze.